# On Every Street
On Every Street je posledním studiovým albem britské rockové skupiny Dire Straits, kterým se snažila navázat na své velmi úspěšné předchozí album. V USA získalo platinovou desku. V domovské Británii se dočkalo tohoto ocenění dvakrát a ocitlo se zde i na vrcholu hitparády.

## O albu
Poslední album vznikalo v Air Studios v Londýně po několika letech, kdy se skupina poprvé rozešla. Podílela se na něm řada hostů, protože skupina v této době neměla vlastního bubeníka. Album otevírá píseň Calling Elvis, v jejímž textu vzdal Mark Knopfler hold Elvisi Presleymu jmenováním jeho skladeb. Jako singl se však dostala v hitparádách nejvýše řízná Heavy Fuel (1. místo v Mainstream Rock Tracks v USA). Přestože se jedná o písničkově nejbohatší album skupiny, srovnatelně skvělý úspěch s předchozí nahrávkou se nedostavil.

## Seznam skladeb
1. "Calling Elvis" – 6:26
2. "On Every Street" – 5:04
3. "When It Comes to You" – 5:01
4. "Fade to Black" – 3:50
5. "The Bug" – 4:16
6. "You and Your Friend" – 5:59
7. "Heavy Fuel" – 5:10
8. "Iron Hand" – 3:09
9. "Ticket to Heaven" – 4:25
10. "My Parties" – 5:33
11. "Planet of New Orleans" – 7:48
12. "How Long" – 3:49

### Bonusy na limitované edici
1. "Millionaire Blues"
2. "Kingdom Come"

## Obsazení

### Dire Straits
- Mark Knopfler - zpěv, kytara
- Alan Clark - klávesy, strunné nástroje, dirigent
- Guy Fletcher - kytara, klávesy, doprovodný zpěv
- John Illsley - baskytara

### Hosté
- Danny Cummings - perkuse
- Paul Franklin - pedal steel kytara
- Vince Gill - kytara, doprovodný zpěv
- Manu Katché - perkuse, bicí
- George Martin - dirigent
- Phil Palmer - kytara
- Jeff Porcaro - bicí, perkuse
- Chris White - flétna, saxofon